# Szumowanie
Szumowanie – proces usuwania zawiesin i piany z wywarów i konfitur, które wytrącają się podczas gotowania.